# ティアマト
ティアマト（英: tiamat, アッカド語: 𒀭𒋾𒊩𒆳 DTI.AMAT or 𒀭𒌓𒌈 DTAM.TUM）は、メソポタミア神話（シュメール、アッシリア、アッカド、バビロニア）における原初の海の女神。淡水の神アプスーと交わり、より若い神々を生み出した。例として、ティアマトは恵みをもたらす巻き毛の男神ラフムと対をなす女神ラハムを生み出し、この兄妹は次世代の神々の始祖と呼ばれるアンシャルとキシャルを、更にアンシャルとキシャルは後に天空神となるアヌを始めとする新しい神、次世代の神々を生み出した。
彼女は原初の創造における混沌の象徴であり、女性として描写され、女性の象徴であり、きらきら輝くものとして描写される。

## 概要
ティアマトは神話の中に登場する女神で、特に神殿を設けたなどの歴史的信仰の事実は認められていない。一方、彼女の原型となった女神は名前が知られており、それはシュメール神話に登場する原初の海を神格化したナンムであったとされる。
ティアマトの神話体系には2つのパートの存在が示唆されている。最初のパートにおいては、ティアマトは塩と淡水の間で結ばれる「聖婚」により、平和裏に秩序を一連の世代を通じて生み出す創造の女神。『カオスとの戦い（Chaoskampf）』におけるティアマトは、原初の混沌の恐ろしさの具現化と考えられる。

### 容姿
女神といっても、神話におけるティアマトは後に誕生する神々と違って人の姿を模しておらず、異形の姿を取った。その体躰は現在の世界を創る材料にされるほど巨大で、「大洪水を起こす竜」と形容された。ほかにもいくつかの典拠は彼女をウミヘビ、あるいは竜と同一視し 、以前にもその姿はドラゴンであると考えられていたが、神話や関連文献の中にそれを指し示す記述は存在しないことから現在では否定され、（明確ではないが）神話の中では水の姿と動物（おそらくラクダかヤギ）の姿との間で揺れ動いている。

### 呼称
『エヌマ・エリシュ』中において、彼女は「Ummu-Hubur 𒌝𒈠 𒄷𒁓」とも呼ばれる。「Ummu 𒌝𒈠」はアッカド語で「母」を意味し、「Hubur 𒄷𒁓」の意味は諸説有るが、シュメール語の「Hubur（河、あるいは冥府の河）」との関連が疑われている。
ティアマトは後にヘレニズムにバビロニアの著述家ベロッソスの普遍史の第一巻に登場するタラッテー（Thalattē、ギリシャ語で「海」を意味するタラッサ（Thalassa）の変異形）として知られる。このティアマトの名は、東方セム語であるアッカド語で書かれた元の神話のテキストから二次翻訳されたものと考えられる。というのも、『エヌマ・エリシュ』を筆写した一部のアッカドの書者が、普通の単語である「海」をティアマトに用いたためで、以来ふたつの名前はその関連の結果として本質的に同じものになった。

## 語源
トーキル・ヤコブセン とヴァルター・ブルケルトはいずれもアッカド語で海を指す単語のtâmtu 𒀀𒀊𒁀（より古い形はti'amtum）と関連すると議論している。
またブルケルトはテーテュースと言語接触をなしていると続ける。彼はより新しい形であるthalatthがギリシャ語で海を意味するΘάλαττα (thalatta)もしくはΘάλασσα (thalassa)と明らかに関連していることを発見した。バビロニアの叙事詩『エヌマ・エリシュ』のインキピットでは、「天も地も存在せず、アプスーすなわち淡水の大洋「第一の者、父」と、ティアマト、塩水の海、「全てを運んだもの」があった。そして彼らは「自分たちの水を混ぜ合った」とされている。メソポタミアでは女神たちの方が男神より年上であると考えられている。ティアマトの始まりは、水の創造力を持つ女性原理であり、地下世界の力とも等しく繋がりを持つナンムへの信仰を一端としていたのかもしれない。ナンムはエアあるいはエンキの登場に先んじている。
ハリエット・クラウフォードはこの「混ざり合う水」がペルシャ湾中部の地勢的な特色であることに気付いた。そこはアラビア帯水層に由来する淡水と、海の塩水が混ざる場所である。この特徴はアラビア語でふたつの海を意味し、シュメールの創世神話が起こったとされるディルムンの遺跡のあるバーレーンではとりわけ顕著で、塩水と淡水の密度の違いによって水が分かれて流れているのが分かるほどである。
またTiamatは『創世記』第1章第2節に北西セム語の tehom (תהום) (深み、奈落の底)と同根語であるとも言われる。

## エヌマ・エリシュ
バビロニアの創世神話『エヌマ・エリシュ』において、ティアマトは自らの産んだ神々に対して戦いを起こす。ティアマトは神々の英雄マルドゥクに敗れ、その体から天地が創られた。

### あらすじ
神々のうちで最初のものであったアプスーとティアマトは交わって他の神々を誕生させたが、数を増した新しい世代の神々の騒々しさに苦しむようになった。ティアマトはアプスーに、温情を持ってあたるべきだと説くが、アプスーはついにそれらの神々を滅ぼそうと企てる。ところが、知恵の神エアの計略によって逆にアプスーが殺されてしまう。それでもティアマトは事態を静観していたが、アプスーの上に住居を設けたエアがダムキナと結婚し授かった息子マルドゥクが、アヌによって贈られた4つの風で遊び騒ぎ立てたため、神々の一部はティアマトに不満を述べ、夫の復讐を果たせとティアマトに詰め寄った。
ティアマトはついに決意し、それらの神々と、自ら産み出した11種の怪物たちを率いて、他の神々との戦いに乗り出す。ティアマトは数多の武器を配下に与え、そして彼らの指揮官として息子にして第二の夫のキングーを指名し、「天命の書版」なる権威の象徴を託した。しかし、神々により選ばれティアマト討伐に来たマルドゥクと対峙するとキングーは戦意喪失してしまう。ティアマトは呪文を唱えつつ、自らマルドゥクとの戦いに挑むが、マルドゥクは4つの風を配した網でティアマトを絡め取る。さらにマルドゥクが暴風をティアマトの顔に放つと、ティアマトはそれを飲み込むが、そのために口を閉じられなくなり、激しい風が腹の中に溢れてティアマトを苦しめた。その隙を突いたマルドゥクはティアマトの胴を弓で射掛け、矢は心臓を貫いてティアマトは倒れた。
戦いの後、マルドゥクはティアマトの死体に立ち、その頭蓋を棍棒で砕いた。さらに動脈を切り裂くと、北風にティアマットの血を運ばせて自らの勝利を神々に知らせた。そしてマルドゥクはティアマトの亡骸を二つに引き裂いて、それぞれを天と地とした。ティアマトの乳房は山になり（そのそばに泉が作られ）、その眼からはチグリス川とユーフラテス川の二大河川が生じた。こうして母なる神ティアマトは、世界の基となった。
また、マルドゥクは「天命の書版」を捕らえたキングーから奪って父祖のアヌに手渡し、キングーを殺してその血から神々の労働を肩代わりさせるための「人間」を創造した。
その後も世界の様々な物事や秩序の創造がなされ、『エヌマ・エリシュ』は、“ティアマトを倒した者マルドゥク”を称えて終わる。

### 天命の書版
「天命の粘土版」とも呼ばれる「天命の書版（Tablet of Destinies, 𒁾𒉆𒋻𒊏 DUB.NAM.TAR.RA）」は、全ての神々の役割や個々人の寿命が書き記された、最高神が所持する代物であり、最高神の権威（Anuship / heavenly power, 𒀭𒀀𒉡𒋾 DA.NU.TI）の象徴である。所持神が「天命の印」を押すことで、記述された内容が有効になると信じられていた。

### 優しさが招いた悲劇
異形かつ新しい神々の敵対者として描かれたティアマトだが、彼女の性格は優しく寛大であったとされる。若い神々がうるさく騒いでも咎めもせず耐え、夫のアプスーが騒々しさに耐えかね神々を殺そうとした際にはそれをやめさせ、アプスーが単独で起こした神々一掃計画の件で騙し討ちに遭い殺害された時でさえ、ティアマトは新しい神々の味方だった。最終的には戦うことになるも敗北し、夫の復讐を果たせず自身も死に至るという、彼女にとっては無念の結末であったかもしれないが、「世界」となってその行く末を見守る役についたことは、神々を生み出した大いなる母神としてふさわしい最期であったとも言える。

## ティアマトが生み出した11の怪物
神々と戦うべくティアマトが生み出した「11の怪物（魔物）」などと呼ばれる存在は、討伐に際し神々を大いに脅かしたが、ティアマトがマルドゥクによって討たれ敗北すると、ある者は処刑され、ある者は神々の配下となり、ある者は野へ下りたという。
ムシュマッヘ（Mušmaḫḫū, 𒈲𒈤 MUŠ.MAḪ）
七岐の大蛇。ティアマト自身とする説のある、7つ頭の大蛇、あるいは7匹の大蛇。
ウシュムガル（Ušumgallu, 𒁔 𒃲 UŠUM.GAL）
龍。ムシュマッヘと同一視されるが、別存在であるとも言われている凶暴な竜。
バシュム / ウシュム（Bašmu, 𒁀𒀸𒈬 BA.AŠ.MU）
毒蛇。マムシか角の生えた蛇の一種（アッカドのバシュム / シュメールのウシュム）と考えられている。
ムシュフシュ（Mušḫuššu, 𒈲𒄭𒄊 MUŠ.ḪUŠ）
蠍尾竜。「バビロンの竜」として名高い神々の聖獣。
ラフム（Lahmu, 𒀭𒈛𒈬 dLAḪ.MU）
毛深い者。顔の両側に3対6つの巻き毛を持った男の姿をしており、メソポタミアでは魔除けとして好まれた。ティアマトの最初の子にしてエアの曽祖父が同じ名前であり、記述に混乱が見られる。
ウガルルム（Ugallu, 𒌓𒃲𒆷 U4.GAL.LA）
巨大な獅子。ティアマトの権力と軍勢の強さを示す怪物（古代メソポタミアにおいて、ライオンは王権を示す動物だったため）。
ウリディンム / ウルマフルッルー（Uridimmu, 𒌨𒅂𒈨 UR.IDIM.ME）
狂犬。一般には獰猛な犬だが、獅子人間と解釈される場合もある。古代メソポタミアでは比較的メジャーな存在。
ギルタブリル / ギルタブルウル（Girtablullû, 𒄈𒋰𒇽𒍇𒇻 GIR.TAB.LU.U18.LU）
蠍人間。太陽神シャマシュと深い関係にある、マシュ山（双子山）の理性的な守護者。
ウム・ダブルチュ（Umū dabrūtu, 𒌓𒈪 𒁕𒀊𒊒𒋾 U4.MI DA.AB.RU.TI）
嵐の魔物。ライオンの身体に鷲の頭と翼を持った姿で描かれた、神が使役する風の魔物の一種。
クルール（Kulullû, 𒄩𒇽𒍇𒇻 KU6.LÚ.U18.LU）
魚人間。今日の占星術における山羊座と結び付く。魚人間も古代メソポタミアでは普遍的な精霊で、エアの側近もアプスーとして名高い魚人間だった。
クサリク（Kusarikku, 𒆪𒊓𒋆𒄣 KU.SA.RIK.KUM）
有翼の牡牛。『ギルガメシュ叙事詩』に登場する天の雄牛（グガランナ）と同一視される聖牛。